# Mont-Vully
Mont-Vully (toponimo francese) è un comune svizzero di 3 601 abitanti del Canton Friburgo, nel distretto di Lac.

## Storia
Il comune di Mont-Vully è stato istituito il 1º gennaio 2016 con la fusione dei comuni soppressi di Bas-Vully (a sua volta istituito il 25 gennaio 1850 con la fusione delle località di Chaumont, Nant, Praz e Sugiez) e Haut-Vully (istituito nel 1830 con la fusione delle località di Guévaux, Joressant, Lugnorre, Môtier e Mur); capoluogo comunale è Nant.

## Geografia antropica

### Frazioni
Le frazioni di Mont-Vully sono:
- Bas-Vully[4]
  - Nant[5]
    - Nant-Dessous
    - Nant-Dessus

  - Praz[6]
  - Sugiez[7]
- Haut-Vully[8]
  - Guévaux[9]
  - Joressant[10]
  - Lugnorre[11]
    - Chenaux

  - Môtier[12]
  - Mur[13]

## Infrastrutture e trasporti

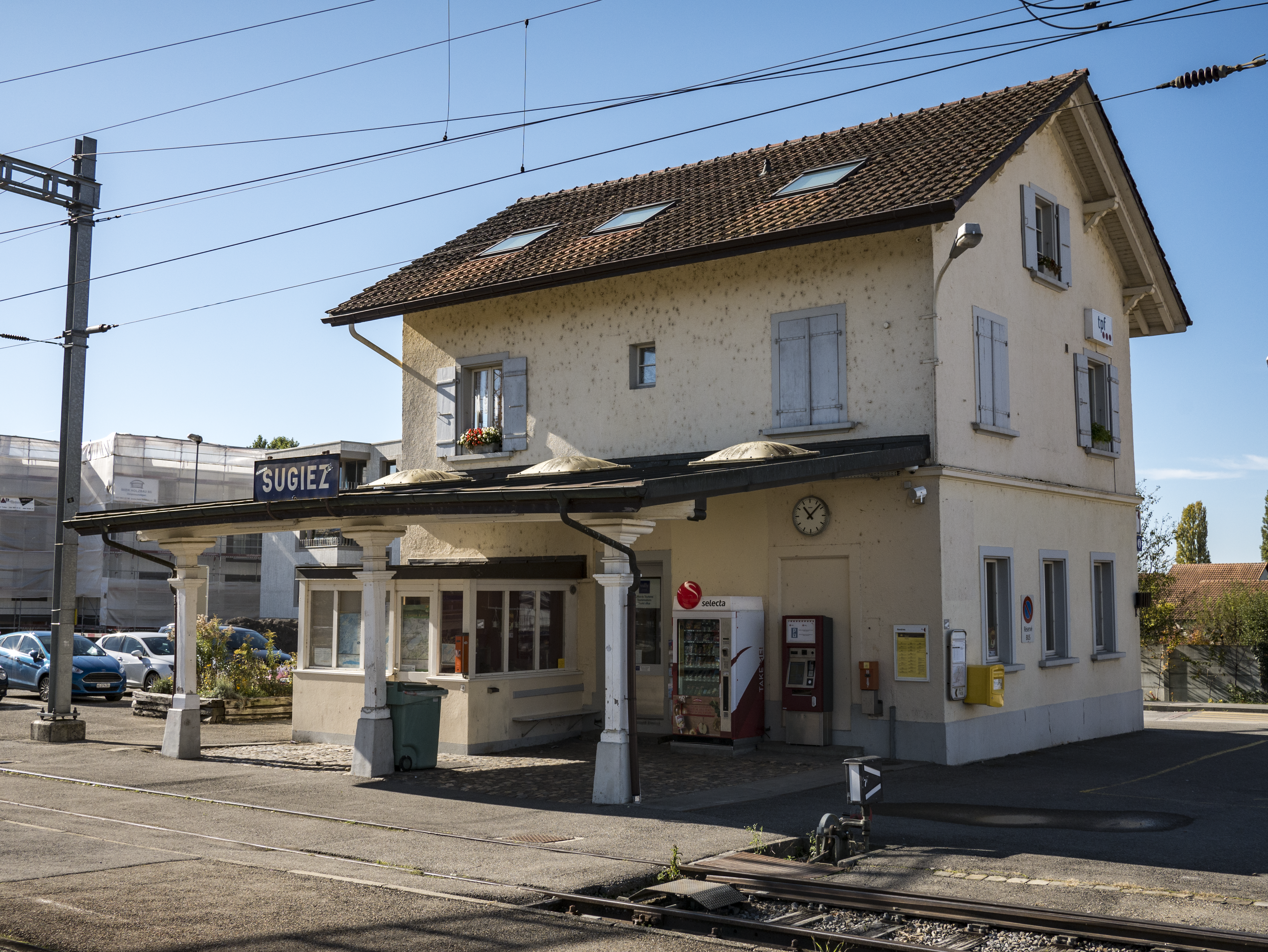
La stazione di Sugiez

Mont-Vully è servito dalla stazione di Sugiez sulla ferrovia Morat-Ins.